# Aeroporto di Newcastle (Australia)
L'Aeroporto di Newcastle (IATA: NTL, ICAO: YWLM), conosciuto anche come Aeroporto Williamtown, è un aeroporto civile australiano situato a 15 km a nord di Newcastle, nel Nuovo Galles del Sud. L'aeroporto, situato a 9 m s.l.m., dispone di un unico terminal passeggeri e di una pista in asfalto con orientamento 12/30 lunga 3.058 metri. È servito tutto l'anno da voli domestici e da un collegamento stagionale con Auckland, in Nuova Zelanda.